# Autoglass Classic 1993
Autoglass Classic 1993 — жіночий тенісний турнір, що проходив на закритих кортах з килимовим покриттям Брайтонського центру в Брайтоні (Англія). Належав до турнірів 2-ї категорії в рамках Туру WTA 1993. Відбувсь ушістнадцяте і тривав з 19 до 24 жовтня 1993 року. Перша сіяна Яна Новотна здобула титул в одиночному розряді й отримала 70 тис. доларів США.

## Фінальна частина

### Одиночний розряд
Яна Новотна —  Анке Губер 6–2, 6–4
- Для Новотної це був 2-й титул в одиночному розряді за рік і 7-й — за кар'єру.

### Парний розряд
Лаура Голарса /  Наталія Медведєва —  Анке Губер /  Лариса Савченко 6–3, 1–6, 6–4